# Emissione (televisione)

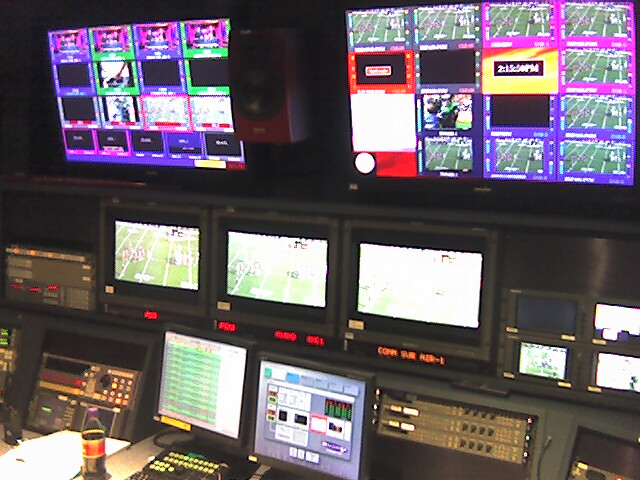
Una delle sale di emissione della ESPN, la MCR-D1, a Bristol, Connecticut.

In televisione, l'emissione è la struttura tecnica che si occupa della messa in onda dei contenuti, verso la struttura di trasmissione vera e propria.

## Terminologia
Come accade di frequente nel campo televisivo, esistono differenze anche notevoli tra la terminologia in uso in Europa e quella in uso negli Stati Uniti. In particolare, in questi ultimi si utilizza il termine master control per indicare l'emissione, termine con cui però anche in Europa è indicata la tipica console di controllo.
Nei paesi Europei l'emissione è indicata con il termine playout, nel Regno Unito e in Australia viene chiamata presentation, mentre con il termine master control room si identifica la centrale video.
Soprattutto in passato, l'emissione veniva definita anche "super regia".

## Operazioni
L'emissione ha luogo in un'apposita sala di controllo. Nel caso in cui l'emittente abbia più canali, come è il caso di molte TV via cavo o via satellite, la sala emissione prevede una postazione di controllo per ogni canale che vada presidiato, mentre l'emissione di programmi non da studio è di solito comandata da appositi software.
Una console da emissione è chiamata master control ed è in pratica una versione ridotta e specializzata del mixer video, con in particolare molte funzioni integrate di controllo per video server, matrici e videoregistratori.
Nonostante sia in gran parte automatizzata, l'emissione è comunque sempre presidiata da un operatore, che è in grado di apportare correzioni al palinsesto se questo fosse necessario. Per esempio, l'operatore dell'emissione provvede alla commutazione manuale tra più eventi il cui termine non è noto a priori, per esempio una trasmissione in diretta originata da uno studio o da una regia mobile, durante la quale si occupa anche di "switchare" , cioè di trasmettere, la pubblicità (che non viene mai mandata in onda dalla regia dello studio o dell'unità mobile).
Di solito tutti gli eventi preregistrati, incluse identificazioni dell'emittente, sigle e spot pubblicitari sono caricati un video server, mentre altre sorgenti, per esempio per film e programmi lunghi, provengono da videoregistratori montati in sistemi di librerie robotizzate, come la Sony Flexicart.